# منتخب المكسيك تحت 23 سنة لكرة القدم
منتخب المكسيك تحت 23 سنة لكرة القدم (بالإسبانية: Selección de fútbol sub-23 de México)‏ هو ممثل المكسيك الرسمي في المنافسات الدولية في كرة القدم في فئة كرة قدم تحت 23 سنة للرجال.